# Dohle Nunatak
Dohle Nunatak är en nunatak i Antarktis. Den ligger i Östantarktis. Australien gör anspråk på området. Toppen på Dohle Nunatak är 1 303 meter över havet.
Terrängen runt Dohle Nunatak är huvudsakligen platt, men österut är den kuperad. Trakten är obefolkad. Det finns inga samhällen i närheten. 